# Ghazan II
Ghazan II – ostatni władca z dynastii Ilchanidów, panujący w latach 1356–1357.
Był nominatem niemającym realnej władzy z łaski Czobanidów. W okresie jego panowania państwo Ilchanidów rozpadło się na państwa m.in. Czobanidów, Dżalajirydów, Muzaffarydów i Sarbedarów. Jest znany jedynie z monet.